# Sonnenwagen Aachen

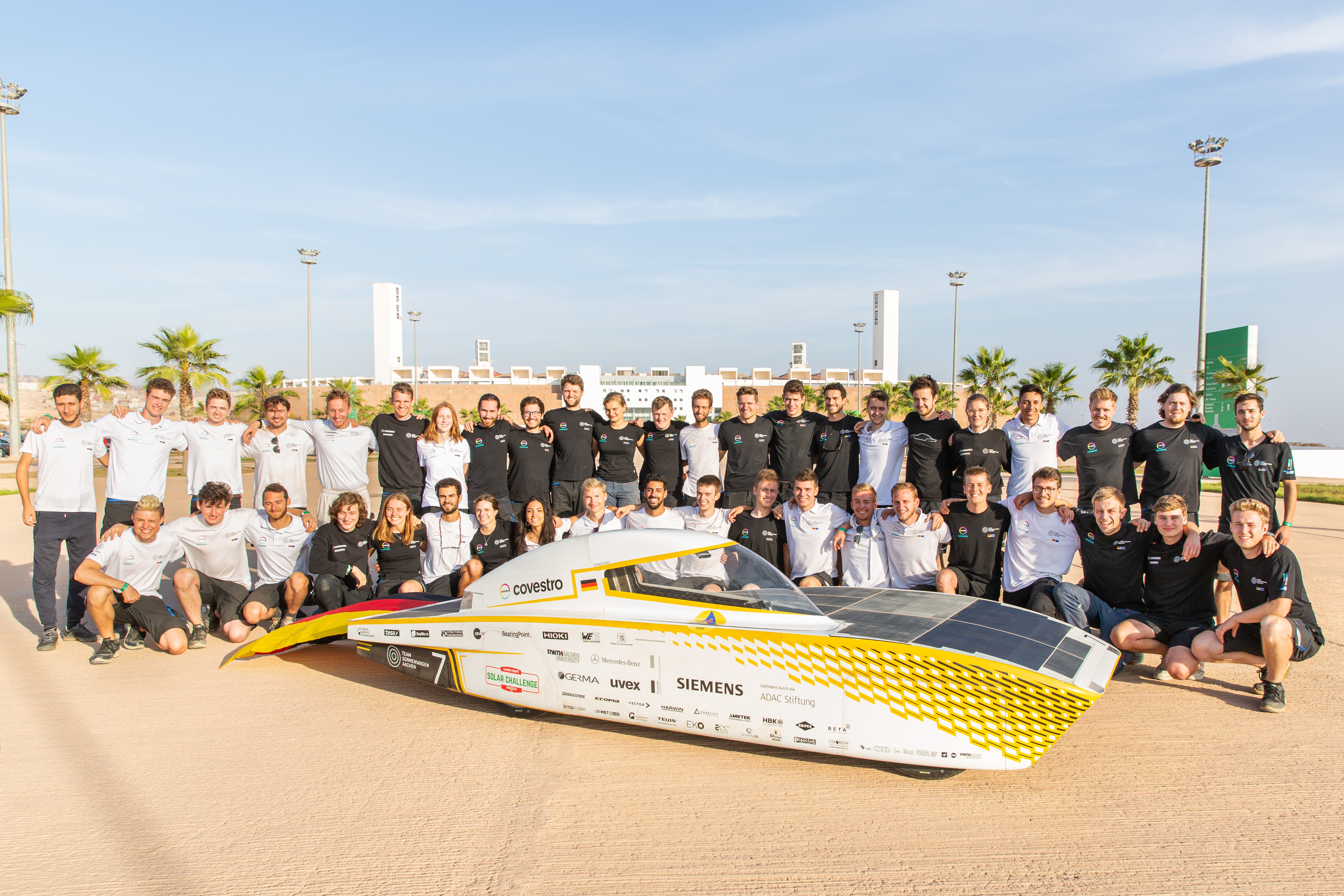
Team Sonnenwagen Aachen bei der Solar Challenge 2021

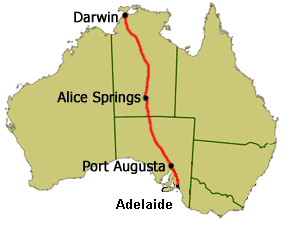
Die Route für das Team Sonnenwagen Aachen und seine Konkurrenten bei der World Solar Challenge in Australien

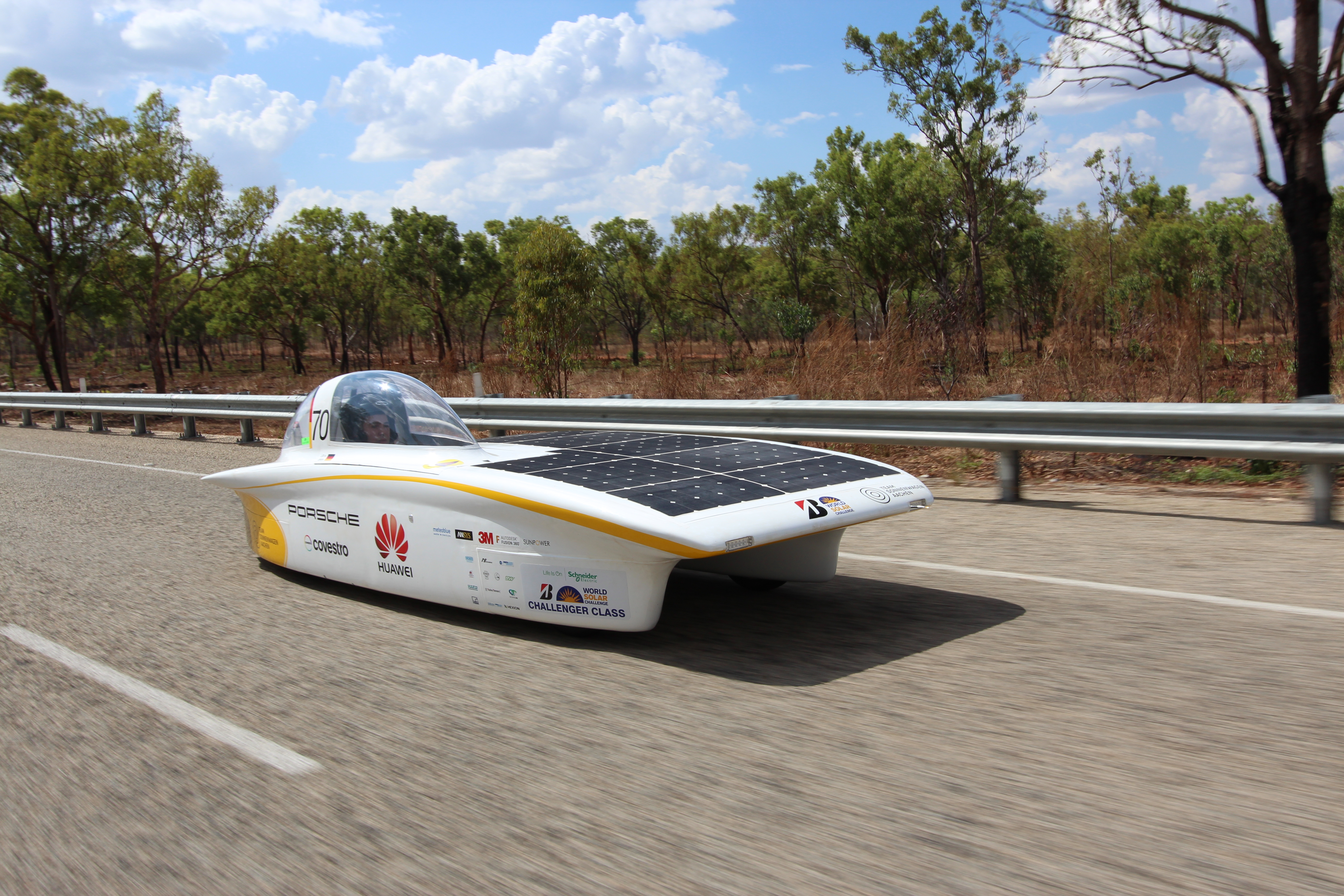
Huawei Sonnenwagen auf dem Stuart Highway, 8. Oktober 2017

Sonnenwagen Aachen ist eine Initiative Aachener Studierender zur Entwicklung und zum Bau von Solarautomobilen für die Teilnahme an der Bridgestone World Solar Challenge in Australien.
Rechtsträger hinter dem Projekt ist der eingetragene Verein Sonnenwagen Aachen e. V. mit Sitz in der nordrhein-westfälischen Universitätsstadt Aachen. Der Huawei Sonnenwagen war das erste Fahrzeug, welches das Team entwickelte. Es wurde speziell für die Bridgestone World Solar Challenge 2017 entworfen.
Im Juli 2019 wurde das zweite Solarfahrzeug zur Teilnahme an der Bridgestone World Solar Challenge 2019 in Aachen vorgestellt. Der allein durch Sonnenenergie angetriebene Rennwagen für den Wettbewerb 2019 heißt offiziell Covestro Sonnenwagen, benannt nach dem Hauptsponsor, der Covestro AG. Beim Rennen, das über 3022 Kilometer von Darwin im Northern Territory nach Adelaide im Bundesstaat South Australia führt, wurde das Team 2019 sechster.
Im Jahr 2021 nahm das Team an der Solar Challenge Morocco teil, welche ein Ersatz für die aufgrund der Pandemie abgesagte Bridgestone World Solar Challenge war. Dort trat das Team Sonnenwagen Aachen das erste Mal mit dem dritten Solarauto, dem Covestro Photon, auf und erreichte den fünften Platz. Bei der iLumen European Solar Challenge 2022 konnte sich das Team Sonnenwagen mit diesem Auto den Europameistertitel erfahren.
Mit der vierten Generation des Sonnenwagen, Covestro Adelie, ging es 2023 wieder zur Bridgestone World Solar Challenge nach Australien. Dort kam es nach 2700 km zuverlässiger Fahrt, 300 km vor dem Ziel, zu einem Unfall durch starke Seitenwinde, wodurch das Auto vom Wettbewerb ausgeschlossen wurde. Trotzdem konnte das Team später noch die robuste Fertigung unter Beweis stellen und mit Covestro Adelie über die Ziellinie rollen. Dem Fahrer passierte bei dem Unfall nichts, was die Sicherheit des Sonnenwagens zeigte.

## Hintergründe
Die World Solar Challenge gilt als das härteste Rennen für Solarfahrzeuge. Sie wird bereits seit 1987 in Australien ausgetragen, bis 1999 alle drei, seitdem alle zwei Jahre. Das Rennen findet tagsüber auf öffentlichen, nicht abgesperrten Straßen statt. Die Route führt im Wesentlichen durch das australische Outback und nutzt weitgehend den Stuart Highway.
Schon bei der ersten Austragung 1987 war eines von 13 Teams deutschsprachig; es kam aus der Schweiz. In den Jahren 1990 sowie von 1996 bis 2007 trat ein privates deutsches Team an, ohne vordere Plätze zu erreichen. Ab 2003 nahm die Hochschule Bochum regelmäßig teil; größte Erfolge waren ein zweiter Platz 2013 sowie ein dritter Platz 2015 jeweils in der dünner besetzten, etwas praxistauglicheren „Cruiser“-Klasse. Der amtierende Weltmeister ist das belgische Team Innoptus. Seit 2013 trägt das Rennen die offizielle Bezeichnung Bridgestone World Solar Challenge, benannt nach dem Reifenhersteller und Hauptsponsor Bridgestone.
Im Jahr 2017 feierte die Veranstaltung mit der vierzehnten Austragung ihr dreißigjähriges Jubiläum. Dabei startete erstmals die Mannschaft aus Aachen und war im über vierzigköpfigen Starterfeld das einzige deutsche Team in der stark besetzten extremen „Challenger“-Klasse. Seitdem ist das Team Sonnenwagen durchgehend das einzige deutsche Team in dieser Kategorie geblieben.

## Der VereinSonnenwagen Aachen e.V.

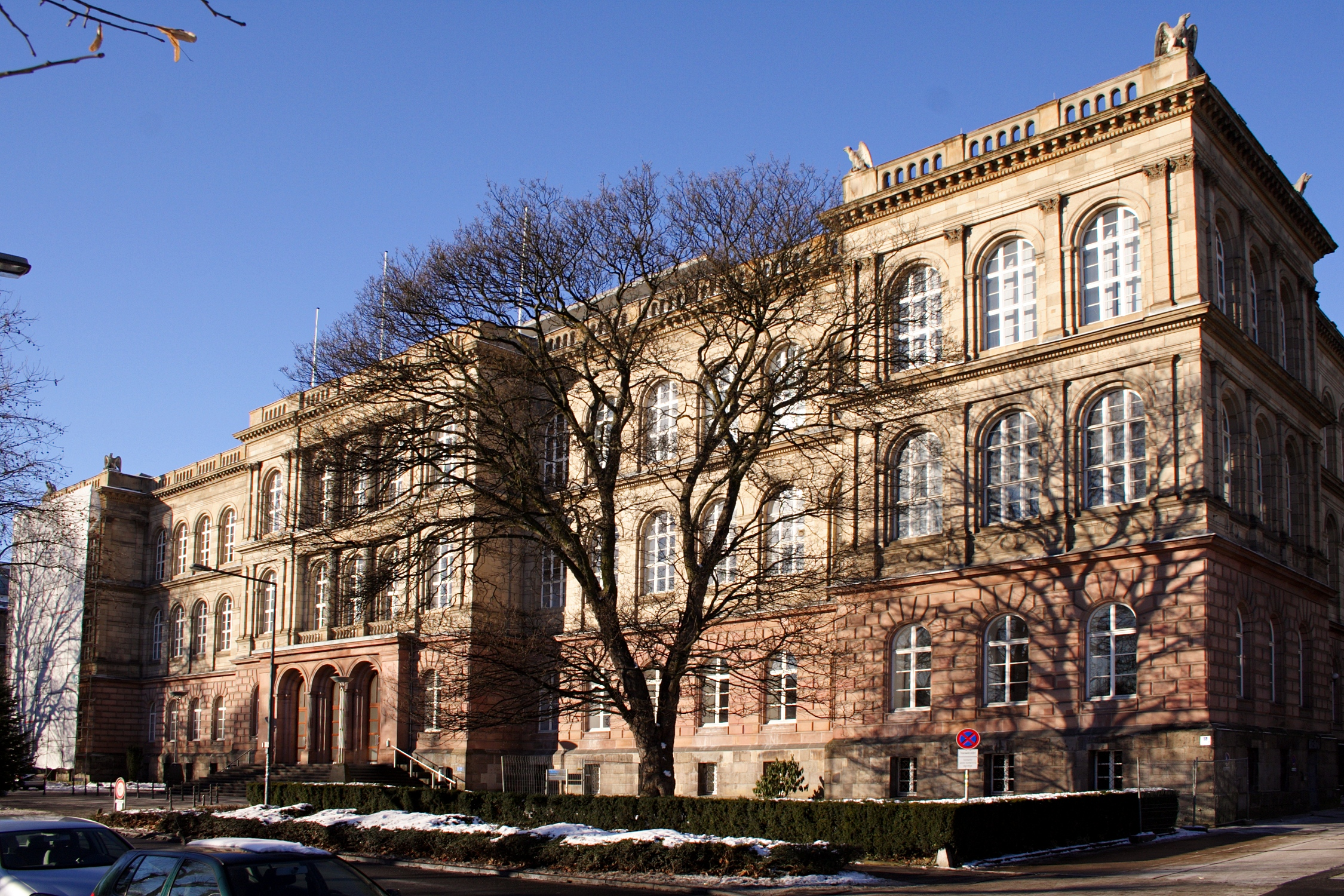
Das Hauptgebäude der RWTH Aachen, Studienort der meisten Mitglieder des Vereins Sonnenwagen Aachen e. V.

Um rechtsgeschäftlich eigenständig als juristische Person auftreten zu können, gründeten Studenten am 21. September 2015 in Aachen den Verein Sonnenwagen Aachen e. V., der am 26. Januar 2016 unter der Vereinsregister-Nummer VR 5554 beim Amtsgericht Aachen eingetragen wurde. Nach dem Stand Juli 2024 hat er 50 aktive- und 156 Alumni-Mitglieder der RWTH Aachen (Rheinisch-Westfälische Technische Hochschule Aachen) sowie der Fachhochschule Aachen (FH Aachen – University of Applied Sciences).

## DasTeam Sonnenwagen Aachen
Das Team Sonnenwagen Aachen entwickelt und baut Solarrennwagen, um an der Bridgestone World Solar Challenge, die alle zwei Jahre in Australien stattfindet, teilzunehmen. Dazwischen findet ebenfalls im Abstand von zwei Jahren die iLumen European Solar Challenge in Belgien statt.
Die Zahl der aktiven Mitglieder schwankt zwischen 40 und 50 Personen.
Das Team hat sieben Abteilungen: Die Aerodynamik konstruiert die Außenhülle als CAD-Modell. Mit diesem simuliert und konstruiert die Strukturabteilung eine stabile Carbonform. Das Fahrwerk baut die Aufhängung, Lenkung und Bremsen ein. Die größte Abteilung, die Elektrotechnik, kümmert sich um Komponenten wie den Elektromotor, die Batterie und die Solarzellen. Die Fahrstrategie optimiert den Rennablauf. Neben den Technischen Abteilungen sind Marketing und Sponsoring dafür verantwortlich, das Projekt zu finanzieren, unsere Partner zu betreuen und die Idee rund um sämtliche Sonnenwagen und die Solar Challenges zu kommunizieren.
Hinzu kommen der fünfköpfige Vereinsvorstand, bestehend aus erstem und zweiten Vorsitz für die Koordinierung und Repräsentation, einem Schatzmeister zur Kontrolle der Finanzen und zwei technischen Leitungspositionen.

## Die Solarautos

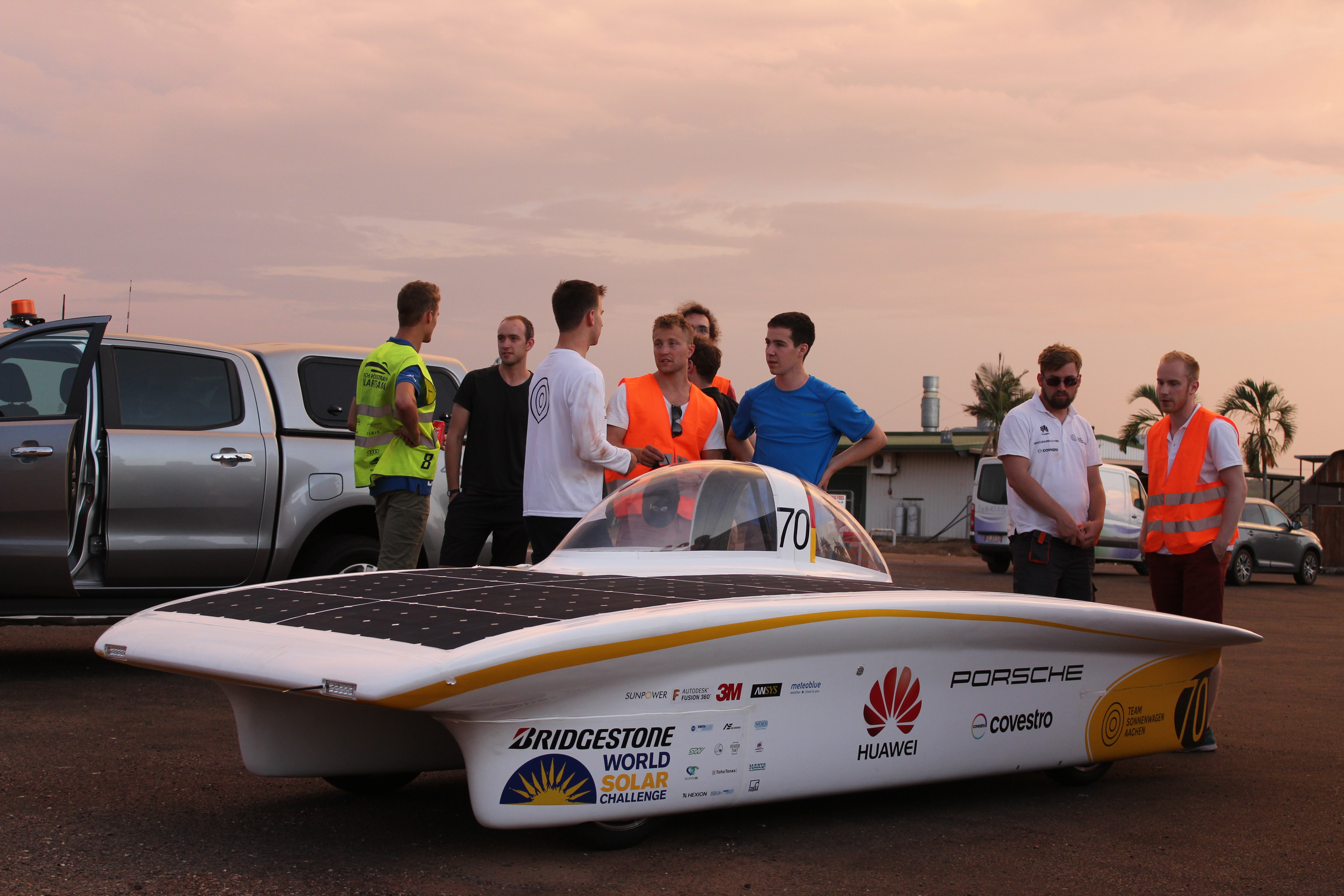
Der Huawei Sonnenwagen nach einer Testfahrt in Australien

### Huawei Sonnenwagen (2017)
Das erste Solarauto des Teams Sonnenwagen Aachen ist als Rennwagen speziell für die „Challenger“-Klasse der Bridgestone World Solar Challenge 2017 konzipiert und gebaut worden. Das Reglement umfasste insgesamt 45 Seiten. Entsprechend den Vorgaben ist das Fahrzeug vierrädrig. Als geschlossener Monoposto bietet es nur einen einzelnen Sitzplatz für den Fahrer, um die Fahrzeugmasse möglichst niedrig halten und die Form besonders strömungsgünstig gestalten zu können. Ausgehend von den Ergebnissen der beiden vorausgegangenen Veranstaltungen der Jahre 2013 und 2015, in denen erstmals vierrädrige Fahrzeuge vorgeschrieben waren, entschied sich auch das  Team Sonnenwagen Aachen für ein Konzept, welches an einen Katamaran erinnert: In den beiden Längsrümpfen befinden sich die nahezu vollständig abgedeckten Räder. Sie sind an parallelen Schwingen aufgehängt, die vorderen sind geschoben, die hinteren gezogen. Auf der Oberseite sind beide Rümpfe durch eine in etwa rechteckige, leicht gekrümmte Platte verbunden, auf der sich die Solarzellen befinden. Auf der rechten Seite ragt die Cockpithaube aus Kunststoff nach oben, unter der der Fahrer, geschützt durch einen Überrollbügel und dem Reglement entsprechend, vergleichsweise aufrecht sitzt.
Das selbst konstruierte Fahrzeugchassis besteht aus Stahlrohr. Die leichte und strömungsgünstige Karosserie ist eine Leichtbaukonstruktion mit Teilen aus Faserverbundwerkstoff. Luft- und Rollwiderstand sind möglichst gering, um bei gleicher Leistung höhere Geschwindigkeiten zu ermöglichen. Die Photovoltaikanlage erzeugt den Strom, der im Elektromotor unmittelbar für den Antrieb sorgt; ein Batteriespeichersystem mit Lithium-Ionen-Zellen von 20 kg Gesamtmasse dient als Energiereserve. Der Sonnenwagen entsprach den Vorgaben des Reglements, das eine maximale Länge von 5 Metern vorsah, eine maximale Breite von 2,2 Metern und eine maximale Solarfläche von 4,0 Quadratmetern. Er wiegt leer 200 kg. Die gegenüber früheren Veranstaltungen reduzierte Solarfläche trug erwartungsgemäß dazu bei, dass die Durchschnittsgeschwindigkeiten nicht weiter anstiegen und Überschreitungen der zulässigen Höchstgeschwindigkeit möglichst vermieden wurden.
Auf der Karosserieoberseite befinden sich 260 Silizium-Solarzellen. Der selbst entwickelte 135-Volt-Radnabenmotor erreicht eine Leistung von 1,4 Kilowatt (etwa 1,9 PS). Mit der widerstandsarmen Karosserie reicht dies für eine Höchstgeschwindigkeit von 135 Kilometer pro Stunde. Dies ist jedoch im Hinblick auf die Reichweite und die in Australien geltenden Geschwindigkeitsbegrenzungen ein eher theoretischer Wert. Bei einer Durchschnittsgeschwindigkeit von 70 bis 80 km/h reicht eine Akkuladung vier Stunden lang und gut 300 Kilometer weit. Angestrebt war eine durchschnittliche Geschwindigkeit bei problemlosem Betrieb und abhängig von der Intensität der Sonnenstrahlung sowie des Streckenprofils von 80 bis 90 km/h. Die umgewandelte Sonnenenergie ist dabei mit „der Leistung eines Föns“ vergleichbar.
Um die Unterstützung des Hauptsponsors Huawei zu erhalten, wurde der zunächst Sonnenwagen Aachen genannte Rennwagen in Huawei Sonnenwagen umbenannt, die bisherige Teambezeichnung wurde hingegen beibehalten. Im Rennen trug das Fahrzeug die Startnummer „70“. Das fertige Fahrzeug wurde am 20. Juli 2017 im Beisein von Bundesumweltministerin Barbara Hendricks in Berlin vorgestellt.

### Covestro Sonnenwagen (2019)
Das zweite Solarauto des Aachener Teams wurde entsprechend den Regularien der „Challenger“-Klasse der Bridgestone World Solar Challenge 2019 entwickelt und gebaut. Anders als beim Vorgängerfahrzeug entschied man sich nicht mehr für ein Katamaran-Konzept mit zwei Längsrümpfen, sondern nutzte die maximal zulässige Länge von 5 Metern aus und baute ein sehr schmales Fahrzeug im Bullet Design. Die Form des Fahrzeugs bewirkt einen kleinen Luftwiderstand und ist wie eine senkrecht stehende aerodynamische Tragfläche gestaltet. Dies ermöglicht es Seitenwinde zu nutzen, um wie ein Boot zu segeln und dadurch den Widerstand nochmals zu reduzieren. Eine Allradlenkung ermöglicht es auch die Hinterräder zu lenken. Die Hinterräder können gegensinnig zu den Vorderrädern gelenkt werden, aber auch in die gleiche Richtung (Hundeganglenkung), um das Fahrzeug während der Fahrt abhängig vom Seitenwind auszurichten und den Segeleffekt zu erhöhen.
Gut 25 % Gewicht konnten die Studierenden aus Aachen durch die Verwendung von leichteren und innovativeren Materialien einsparen. Beispielsweise besteht nun der gesamte Wagen, ausgenommen vom Fahrwerk, aus ultraleichtem Carbon. Neben der enormen Gewichtsreduzierung haben die jungen Ingenieure vor allem auch an die Hochleistungselektronik weiterentwickelt. Angetrieben wird der Solarrennwagen von einem zehn Kilowatt starken selbstentwickelten Radnabenmotor. Dieser weist eine Effizienz von gut 95 % auf und beschleunigt den Rennboliden innerhalb kürzester Zeit auf bis zu 150 km/h.
Auf der Oberseite des Fahrzeugs ist die 2,64 m² große Solarzellenfläche, bestehend aus 890 hoch effizienten Mehrschicht-Solarzellen, mit einer Nennleistung von ca. 1 kW. Eine Batterie bestehend aus 420 Lithium-Ionen-Zellen ermöglicht das Zwischenspeichern der Solarenergie. Mit 5 kWh Kapazität und 20 kg Zellgewicht ermöglicht die Batterie eine Reichweite von 500 km bei einer Fahrtgeschwindigkeit von 90 km/h ohne Nutzung der Solarzellen.

Der Covestro Sonnenwagen ist nach dem Hauptsponsor, der Covestro AG, benannt und wurde am 22. Juli 2019 im Beisein von NRW-Ministerpräsident Armin Laschet vorgestellt.

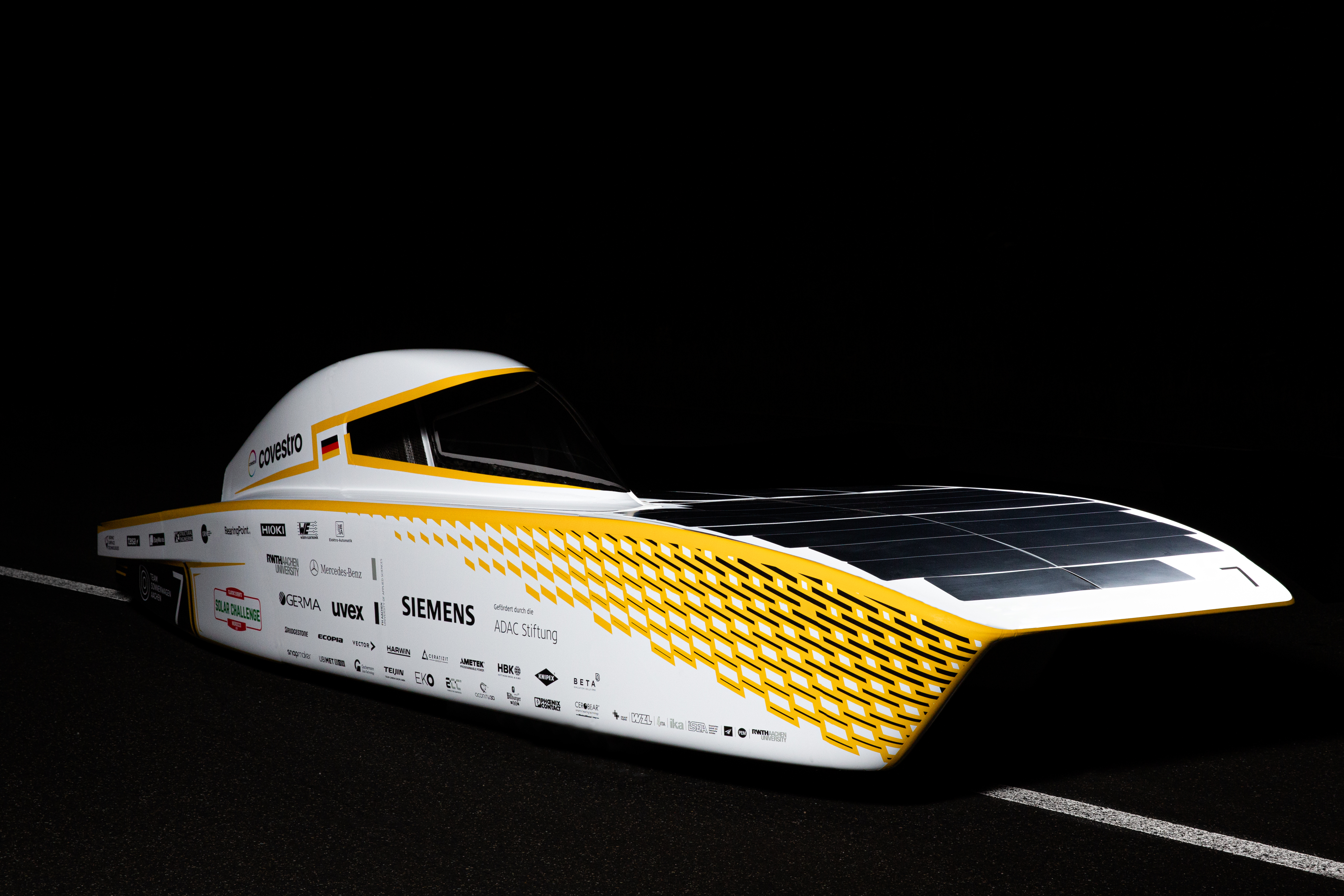
Der Covestro Photon wird das erste Mal beim Roll-out Event am 2. August 2021 präsentiert.

### Covestro Photon (2021)
Zu Beginn der Corona-Pandemie entwickelte Team Sonnenwagen Aachen das dritte Solarauto, den Covestro Photon. Dieser fuhr erstmals in der Solar Challenge Morocco im Oktober 2021. Da das Team zum ersten Mal an dieser Challenge teilnahm, wurde das Solarauto, angelehnt an das neue Regelwerk der Solar Challenge Morocco, konzeptioniert.
Wie beim Huawei Sonnenwagen (2017) wurde hierfür die Katamaran-Bauweise angewendet, diesmal in einer asymmetrischen Ausführung, mit drei Rädern und einem Monocockpit für den Fahrer.
Anders als davor, verlangten die Regeln in dieser Saison monokristalline Siliziumsolarzellen, welche insgesamt eine Fläche von 4 m² auf dem Sonnenauto belegen. Diese Solarzellen haben eine maximale Effizienz von 25 % und wurden einzeln verschaltet, um die variable Sonneneinstrahlung in Marokko effizient nutzen zu können.
Die Fahrwerksabteilung hatte aufgrund der drei Rädern die Herausforderung eine asymmetrische Lenkung zu entwickeln. Für die technische Ausstattung des Solarautos entschied sich das Team für einen selbstentwickelten Radnabenmotor.
Der Covestro Photon erreicht eine Spitzengeschwindigkeit von 120 km/h.

### Covestro Adelie (2023)

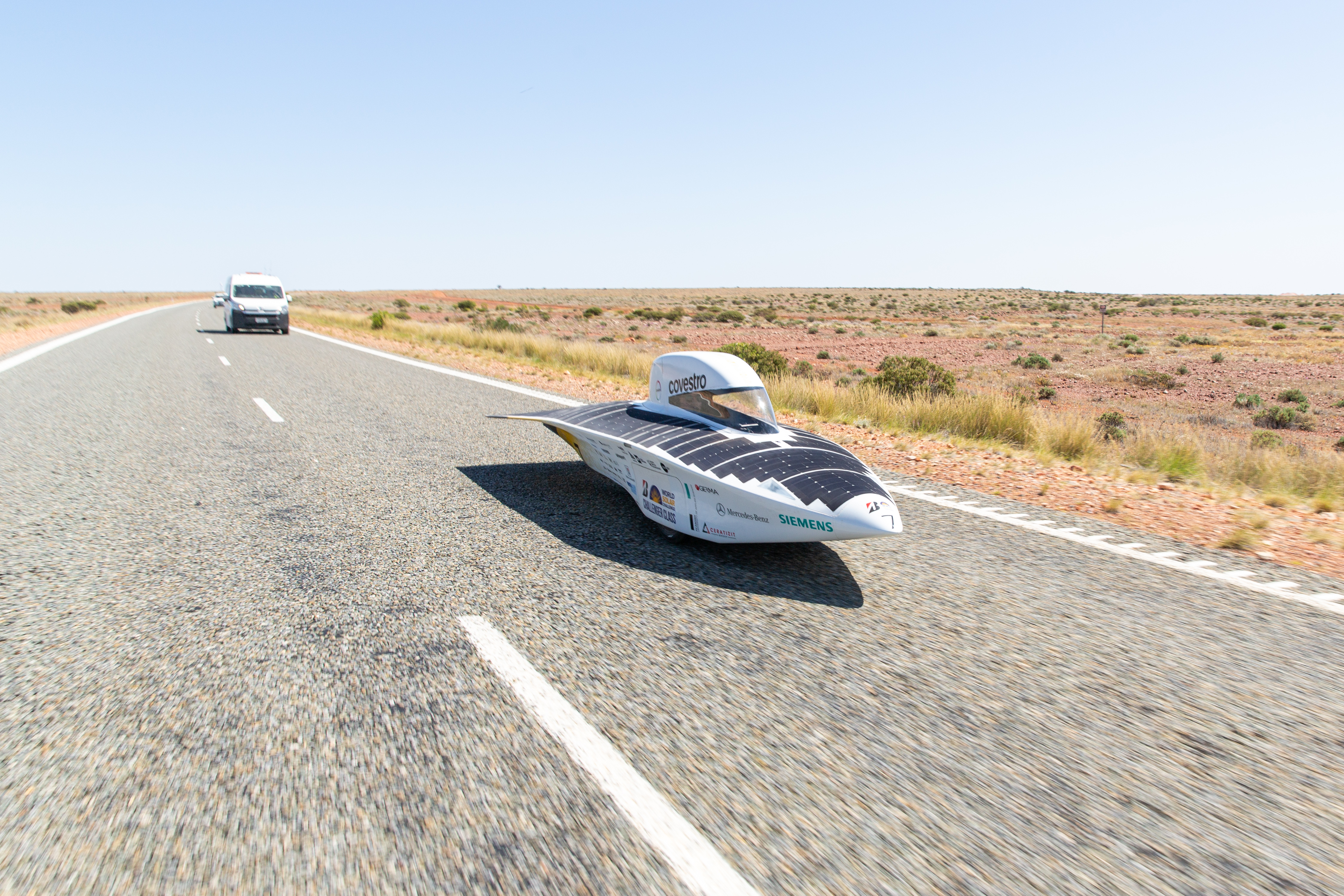
Covestro Adelie bei der Bridgestone World Solar Challenge 2023 in Australien

Covestro Adelie kann Geschwindigkeiten von bis zu 137 km/h erreichen. Die Solarpaneele decken eine Fläche von 4 m² ab, sind maßgeschneidert und speziell auf das aerodynamische Design des Autos abgestimmt, um maximale Energieausbeute zu gewährleisten. Die monokristallinen Siliziumsolarzellen haben eine maximale Effizienz von 25 %.
Wie auch schon beim dritten Sonnenwagen wurden drei Räder verbaut. Statt der Katamaran-Bauweise wurde sich jedoch dieses Mal für die Pfeil-Bauweise entschieden.
Es wurden mehr als 600 Modelle und über 250.000 Simulationsstunden investiert, um das Fahrzeug bis ins kleinste Detail zu optimieren.
Covestro Adelie ist nach dem Adelie Pinguin benannt, dessen effiziente Form auch beim aerodynamischen Design des Autos angestrebt wurde.

### Covestro Æthon (2025)
Covestro Æthon is das fünte Auto von Team Sonnenwagen Aachen, gebaut für die World Solar Challenge 2025. Das Auto hat eine Fahrerhaube die merkwürdig weit vorne liegt.

## Der Name
Benannt ist das Projekt – neben dem gemeinsamen Studienort der Vereins- und Teammitglieder – nach der wörtlichen deutschsprachigen Übersetzung des englischsprachigen Begriffs „solar car“; der deutschsprachige Begriff schafft einen Bezug zu der international hoch angesehenen deutschen Ingenieurskunst. Zugleich werden Verbindungen zu dem Sonnenwagen als wagenartiger mythologischer Darstellung geschaffen, die die Fahrt der Sonne über den Himmel verbildlicht. Bekannt ist vor allem die Skulptur des Sonnenwagens von Trundholm aus der Zeit um 1400 v. Chr.

## Die Partner
Das Budget des Projekts stellten zahlreiche Partnerunternehmen zur Verfügung, teils in Form von Fertigungszuschüssen, ferner durch die Bereitstellung von Infrastruktur für die Planung, Entwicklung und Produktion.
Hauptsponsor für 2017 war das Telekommunikationsunternehmen Huawei. Sogenannte „Gold“-Sponsoren wurden in der Saison 2017 der deutsche Werkstoffproduzent Covestro und der Automobilhersteller Porsche.
Seit 2019 ist Covestro Hauptsponsor. Als Platinum-Partner der Saison 24/25 sind Siemens und Mercedes aufzuführen. Gold-Sponsoren sind Ceratizit, Germa, Elektro-Automatik, die FH Aachen und die RWTH Aachen. Außerdem wird das Projekt durch die ADAC Nordrhein-Stiftung, die Zurich-Stiftung und Gothaer-Stiftung gefördert.

## Die Entstehungsgeschichte
Die Idee zum Team Sonnenwagen hatten mehrere Studierende in einer Aachener Wohngemeinschaft im Sommer 2015. Schnell konkretisierte sich der Wunsch, ein eigenes Solarauto zu bauen und damit 2017 an der World Solar Challenge in Australien teilzunehmen. Bereits im September 2015 gründeten erste Mitglieder den eingetragenen Verein Sonnenwagen Aachen e. V. und begannen mit computergestützten Entwürfen für das Fahrzeug sowie dem Aufbau organisatorischer Strukturen vor allem zur Finanzierung des Projekts. Seit August 2016 betreiben sie einen eigenen Blog, in dem der aktuelle Entwicklungsstand dokumentiert wird.
Erste Erfahrungen mit Elektromobilen in Wettbewerben sammelten vier Mitglieder des Vereins bei der Veranstaltung e-CROSS Germany, die vom 1. bis 4. September 2016 im Stil einer emissionsfreien Rallye und Geschicklichkeitsfahrt von Bielefeld über Düsseldorf nach Aachen führte. Unter 34 Business- und 19 Privatteams siegte eine Zweiermannschaft des Teams Sonnenwagen auf einem Twike 3; eine zweite Mannschaft nahm in einem elektrisch getriebenen Kia Soul EV teil.
Am 18. November 2016 präsentierte das Team das Projekt öffentlich in der Aula des Hauptgebäudes der RWTH Aachen. Im Beisein der damaligen nordrhein-westfälischen Wissenschaftsministerin Svenja Schulze und Professor Jörg Feldhusen, Dekan der Fakultät für Maschinenwesen, wurde das Fahrzeugkonzept enthüllt und Huawei als Hauptsponsor vorgestellt. Seit Juni 2017 unterstützte die Covestro AG das Projekt, seit Juli 2017 auch die Porsche AG.

## Die Rennteilnahme bei der World Solar Challenge

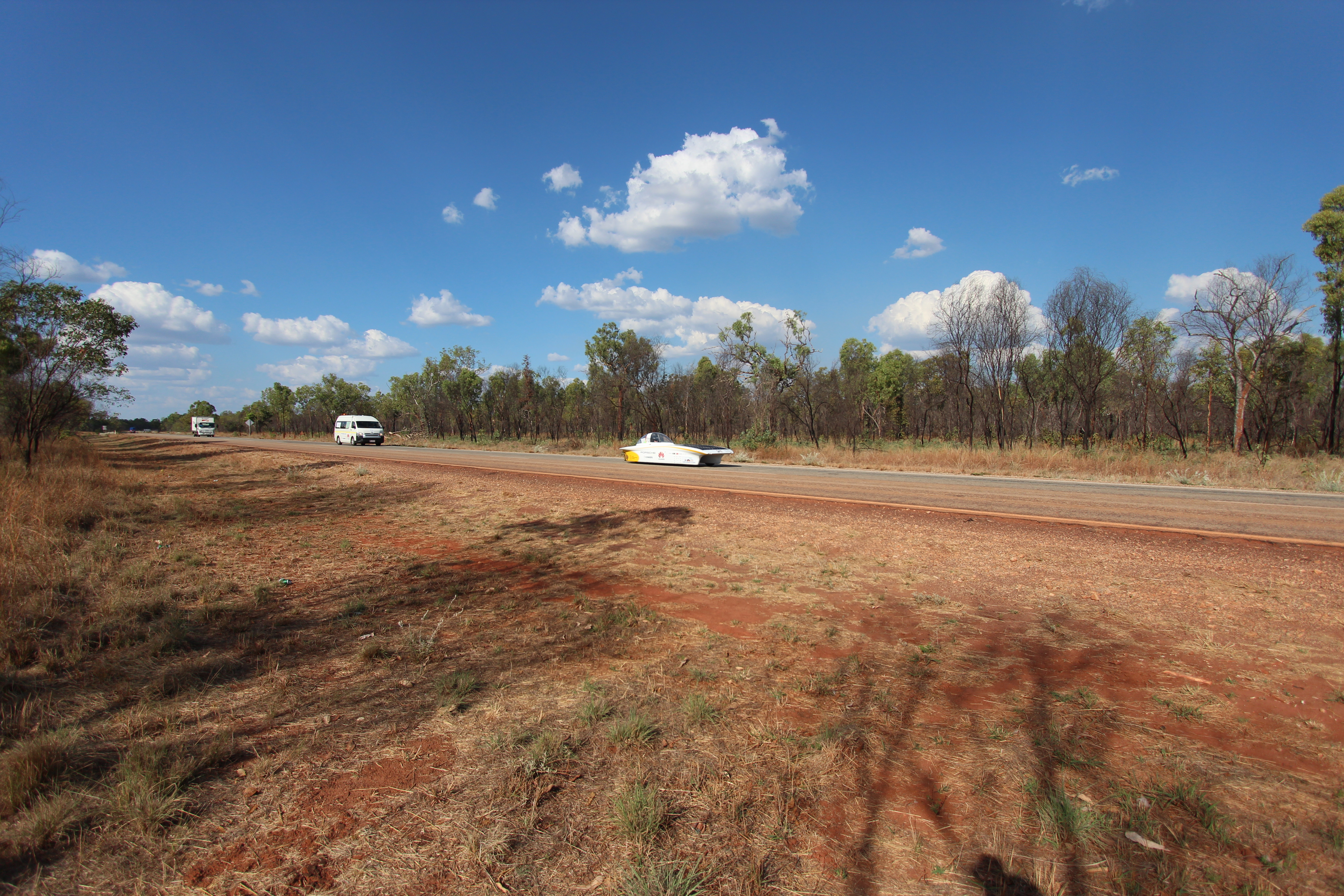
Typische Rennszene: Der Huawei Sonnenwagen südlich von Darwin mit zwei Begleitfahrzeugen

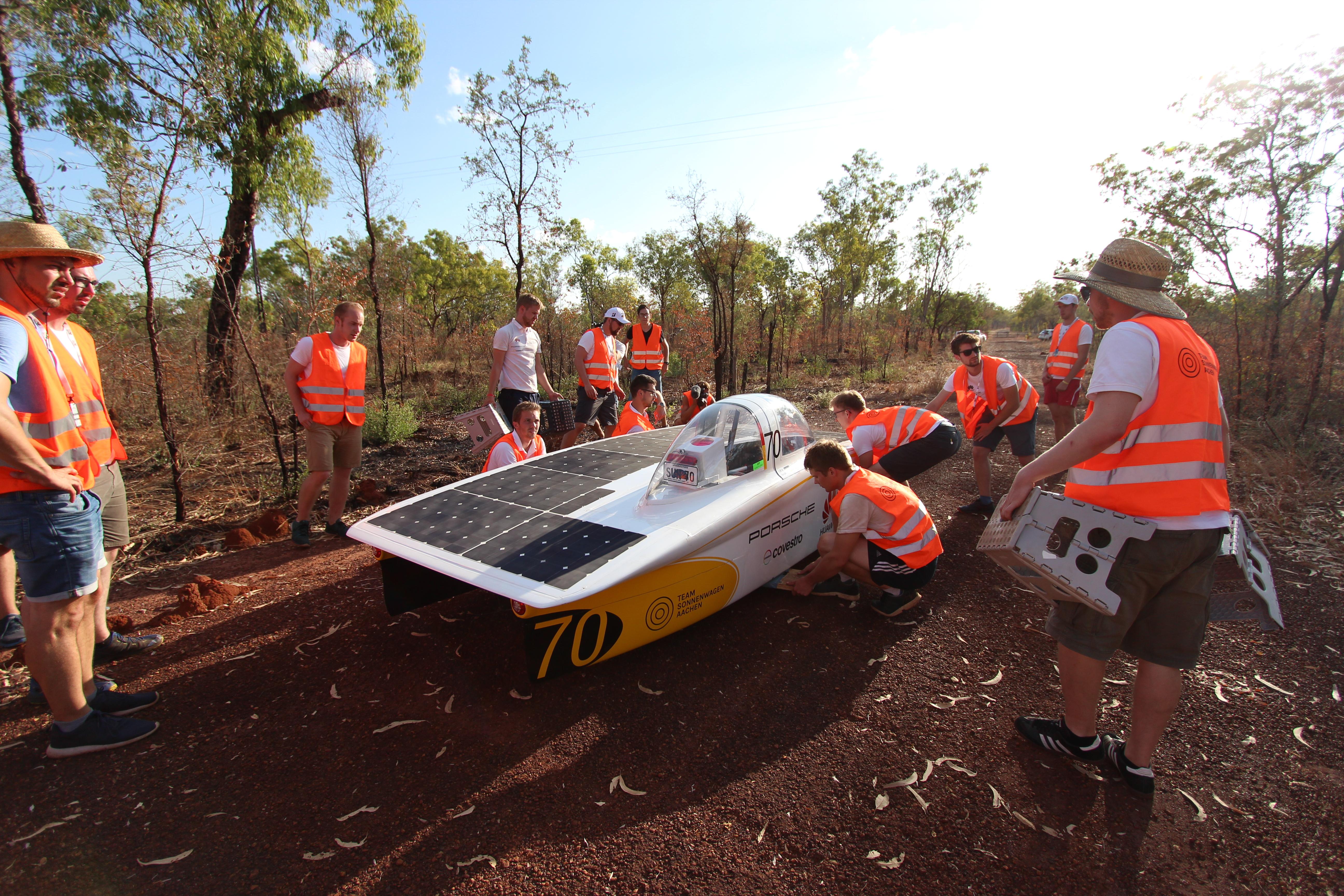
Vorbereitungen des Teams Sonnenwagen Aachen zur Übernachtung im australischen Outback (neben dem Stuart Highway)

### 2017

#### Die Rennvorbereitung
Am 4. August 2017 verschickte das Team große Teile der Ausrüstung in einem 40-Fuß-Container per Seefracht nach Australien, darunter einen 6-Meter-Anhänger, Werkzeug, Campingausrüstung und Ersatzteile. Ebenfalls dabei war die aufwendige Batterie, da sie nicht als Luftfracht versandt werden dürfte. Um das Fahrzeug weiter testen zu können, verschickte die Mannschaft den Huawei Sonnenwagen erst am 30. August per Luftfracht von Amsterdam über Kuala Lumpur, Sydney und Adelaide nach Darwin. Das Team Sonnenwagen Aachen war mit 38 Personen in Australien vertreten. Sie reisten in vier Gruppen zwischen dem 7. September und 2. Oktober 2017 an.
Seit dem 28. September hat der Huawei Sonnenwagen eine temporäre australische Straßenzulassung. Das Team nutzt sie zu ausführlichen Testfahrten auf dem Hidden Valley Raceway in Darwin sowie der Cox-Halbinsel. Am 4. Oktober 2017 bestand der Wagen die offizielle technische sowie den ersten Teil der praktischen Fahrzeugabnahme. Letzter Teil des „Dynamic Scrutineerings“, der Testfahrten zur Rennabnahme, war das Qualifying auf der kurvigen Hidden-Valley-Rennstrecke am 7. Oktober 2017. Die Aachener Mannschaft absolvierte die gewertete Runde mit der fünftbesten Zeit von 38 teilnehmenden Teams; mit einer Rundenzeit von 2′15,9″ und einer Durchschnittsgeschwindigkeit von 76,0 km/h lag es direkt hinter dem Mitfavoriten und Vorjahressieger Nuon Solar Team aus den Niederlanden mit dem Fahrzeug Nuna 9.

#### Das Rennen
Das eigentliche Rennen wurde am Sonntag, dem 8. Oktober vormittags gestartet und führte über 3022 Kilometer. Ungefähr auf halber Strecke wurde der höchste Punkt mit fast 750 Meter über dem Meeresspiegel erreicht. Um in die Wertung zu kommen, mussten die Fahrzeuge spätestens am Sonntag, dem 15. Oktober nachmittags in Adelaide eintreffen. Fahrzeuge der „Challenger“-Klasse wie der Huawei Sonnenwagen durften nur den Strom nutzen, der aktuell über die Sonneneinstrahlung erzeugt beziehungsweise der vor, während und nach dem Tagesabschnitt in der mitgeführten, reglementierten Batterie gespeichert werden konnte. Im Gegensatz dazu durften die praxistauglicheren mehrsitzigen Fahrzeuge der „Cruiser“-Klasse unterwegs über externe Kollektoren nachgeladen werden.
Am ersten Renntag legte das Team Sonnenwagen Aachen 493 Kilometer zurück, obwohl es als Neuling in der WSC bewusst vorsichtig gestartet war. Ein technisches Problem sorgte vorübergehend für einen ungewöhnlich niedrigen Batteriestand, so dass auch der zweite Renntag mit Platz 14 in der „Challenger Class“ abgeschlossen wurde. Im Verlauf des dritten Renntages geriet der Huawei Sonnenwagen wie auch viele Konkurrenten in eine großräumige Schlechtwetterzone mit starker Bewölkung, während sich eine fünfköpfige Spitzengruppe davor noch weiter absetzen konnte. Die für 2017 um 20 Prozent verkleinerte Solarfläche ließ nur noch geringe Geschwindigkeiten zu, ohne die Batterie weiter aufladen zu können. Nachdem bereits bis zum Ende des zweiten Tages neun Teams ausgefallen waren, schieden am dritten Tag weitere sechs aus. Das Aachener Team war zu dieser Zeit bereits der einzig verbliebene „Newcomer“.
In der Nacht zum vierten Renntag zog im australischen Outback vor Alice Springs eine große Gewitterfront mit Sturm und zeitweiligem Regen auf, die weite Teile des Renntags bestimmte. Alice Springs konnte mit letzten Batteriereserven noch innerhalb des von der Rennleitung verlängerten Zeitkorridors erreicht werden. Weiter südlich klarte es wieder auf und ließ kontinuierlich hohe Geschwindigkeiten zu. Am Nachmittag des fünften Renntags musste bei Kilometer 2187 der Checkpoint in Coober Pedy erreicht werden. Durch die ausgedehnte Schlechtwetterzone hatte das Team Sonnenwagen Aachen allerdings zu viel Zeit verloren, um sie noch bis Coober Pedy aufholen zu können: Die Kontrollzeit wurde um wenige Minuten überschritten, was zum Ausscheiden aus der „Challenger Class“ führte. Von da ab konnte das Aachener Team das Rennen „nur noch“ in der „Adventure Class“ fortsetzen. Am Nachmittag des sechsten Renntags erreichte der Huawei Sonnenwagen Port Augusta, am Vormittag des siebten Tages Adelaide.
In der dreißigjährigen Geschichte war es die World Solar Challenge mit dem geringsten Sonnen- sowie höchsten Wolken- und Regenanteil. Der Sonnenwagen Aachen bewältigte die volle Distanz von 3022 Kilometern, womit das Team einer der besten „Newcomer“ in der WSC-Geschichte ist; trotz der Schlechtwetterzonen lag die Durchschnittsgeschwindigkeit des Aachener Wagens bei 60 km/h.

### 2019

#### Das Rennen
Die World Solar Challenge 2019 fand vom 13. bis 20. Oktober statt und gab 53 Teams aus 24 Ländern die Möglichkeit gegeneinander anzutreten. Das Team aus Aachen trat mit dem Covestro Sonnenwagen an, welcher im windschnittigen Bullet Design ist. Team Sonnenwagen fuhr über das gesamte Rennen mit einer Durchschnittsgeschwindigkeit von 71,8 km/h und schaffte es auf den 6. Platz.
Die ersten drei Renntage liefen sehr gut für das junge Team, welches bis dahin noch den fünften Patz verteidigen konnte.
Am vierten Renntag wurde der Sonnenwagen von einer Windböe mitgerissen und überschlug sich mehrmals, bevor er am Straßenrand zum stehen kam. Der Fahrer blieb unverletzt. Die angehenden Ingenieure verschafften sich einen Überblick über die Lage und der Rennwagen konnte mit Hilfe einer mobilen Werkstatt im Schutze des Sandsturmes wieder fahrtüchtig gemacht werden. So wurde ein Wiedereinstieg ins Rennen mit nur wenig Zeitverlust ermöglicht.
Am siebten Renntag überquerte das deutsche Team als Sechster die Ziellinie.

### 2021

#### Die Regularien
Die Regularien werden jede Saison verändert und vor jedem Rennen beim sogenannten Scrutineering überprüft. Hierfür werden Fahrer, Abläufe und natürlich der Wagen gründlich unter die Lupe genommen. Folgende Veränderung gab es für die Saison 2021:
- Das Solarauto muss 3 oder mehr Räder besitzen.
- Wie bereits bis 2011 waren wieder 3-rädrige Solarautos erlaubt. Das ermöglichte Effizienzsteigerungen durch ein Rad weniger und neue aerodynamische Formen.
- Bestimmte Solarzellentypen sind nicht mehr erlaubt
- Im Speziellen wurden unter anderem auch GaAs-Solarzellen, also solche die im Covestro Sonnenwagen (2019) verwendet wurden, verboten. Wodurch viele Teams wieder auf Silizium-Solarzellen setzten.
- Allrad-Lenkung war nicht mehr erlaubt
- Obwohl viele Teams 2017 und 2019 damit viele gute Erfahrungen gemacht haben, war die Lenkung aller Räder 2021 nicht mehr erlaubt.
- Ein Standard-Mannequin muss in jedes Solarauto passen
- In dieser Auflage der World Solar Challenge gab es zum ersten Mal ein standardisiertes Mannequin (besser als PVC Pat bekannt), welches auf dem Fahrersitz Platz nehmen musste. Das war die zweite Regel, die das Äußere der Solarautos signifikant verändern würde.
- Die Bridgestone World Solar Challenge 2021 in Australien wurde aufgrund der Corona-Pandemie abgesagt, das Team nahm stattdessen einmalig an der Solar Challenge Morocco teil.

### 2023

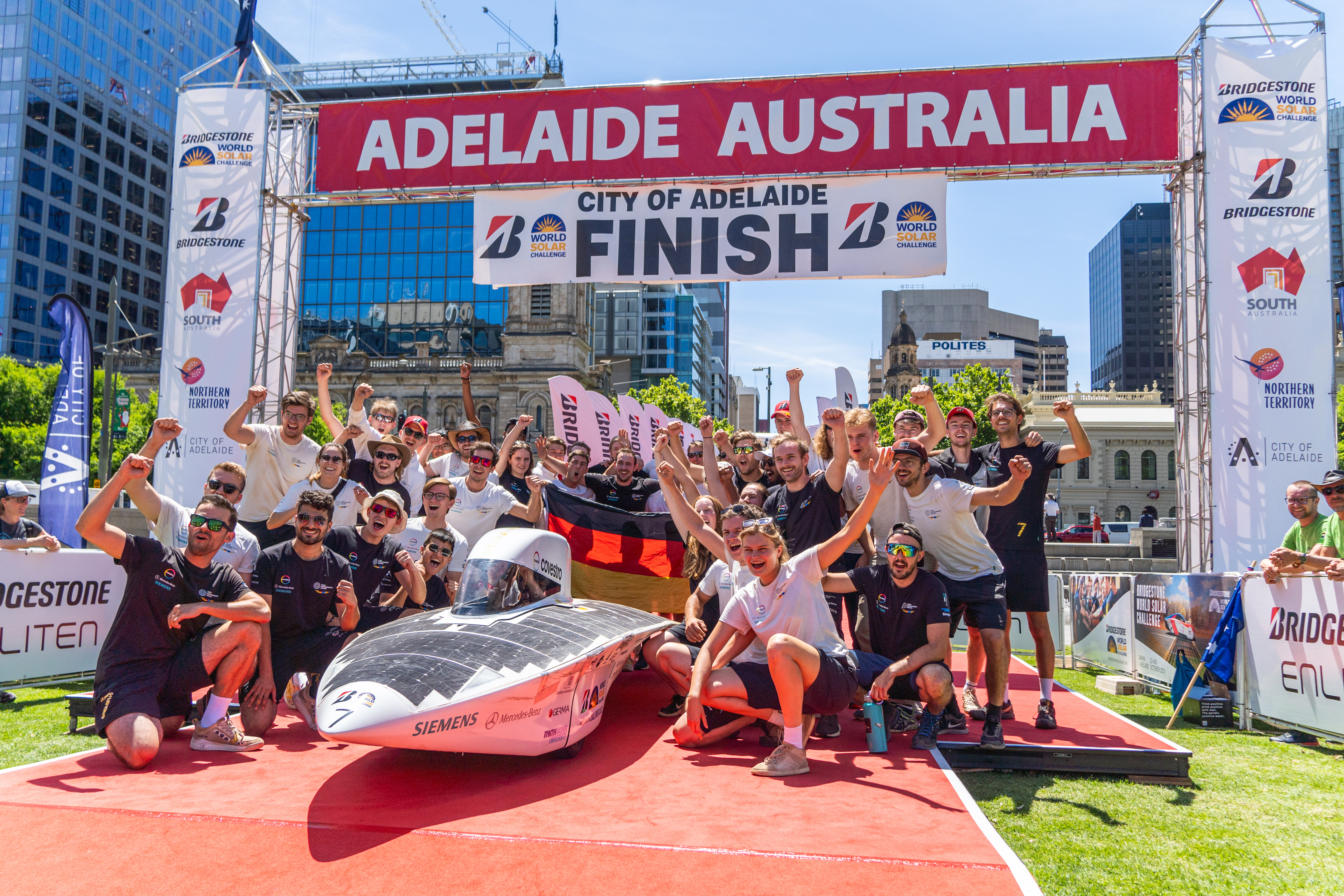
Team Sonnenwagen nach der Zieleinfahrt in Adelaide bei der Bridgestone World Solar Challenge 2023

Nachdem 2021 aufgrund der Corona-Pandemie das Rennen in Australien abgesagt werden musste, war die Freude umso größer 2023 zurückzukehren. Das Team Sonnenwagen startete mit ihrem vierten Auto, der Covestro Adelie.
Beim Qualifying konnte mit 1:56 Minuten die schnellste Runde aller Teams gefahren werden, was Covestro Adelie für den Start am nächsten Tag die Pole Position einbrachte.
Das Team kämpfte sich durch Buschbrände und heftige Winde. 2734 km lang fuhr der Wagen ohne Probleme. Doch keine 300 km vor dem Ziel, am fünften Tag und auch an dem bereits geplanten Ankunftstag in Adelaide wurde das Auto durch den Sog eines vorbeifahrenden Roadtrains und die Outback-Winde von der Straße geschoben. Dem Fahrer passierte bei dem Unfall nichts und auch Covestro Adelie wurde nach ein paar schnellen Checks für fahrtauglich befunden. Jedoch besagten neue Regeln der Bridgestone World Solar Challenge, dass ein Wagen nach einem Unfall nicht mehr weiterfahren darf. Somit wurde das Team, dass sich zu jenem Zeitpunkt auf dem vierten Platz befand, vom Rennen ausgeschlossen. Erst nach Ende des Rennens wurde dem Auto erlaubt noch nachträglich über die Ziellinie aus eigener Kraft zu rollen.
Obwohl das Team nicht wie geplant das Rennen beenden konnte, wurde dennoch deutlich, dass ein sehr sicheres und zuverlässiges Auto gebaut wurde, das den Fahrer schützte und nach dem Unfall noch immer fahren konnte.
Das Rennen sowie die Entwicklung des Solarfahrzeugs „Covestro Adelie“ wurden in der Dokumentation Sonnenwagen – Future Mobility filmisch festgehalten. Der Film bietet nicht nur einen detaillierten Einblick in die technischen und logistischen Herausforderungen des Projekts, sondern beleuchtet auch die persönlichen Erfahrungen und die Teamdynamik der Studierenden während der Vorbereitung und Teilnahme an der World Solar Challenge 2023. Besonders hervorgehoben wurde die gelungene Verbindung von emotionalen Momenten und einer kritischen Reflexion über die Zukunft nachhaltiger Mobilität. Die Dokumentation wurde unter anderem beim Camgaroo Award 2025 sowie beim Berlin Lift-Off Film Festival 2025 nominiert.

## Die Rennteilnahme bei der Solar Challenge Morocco

### 2021

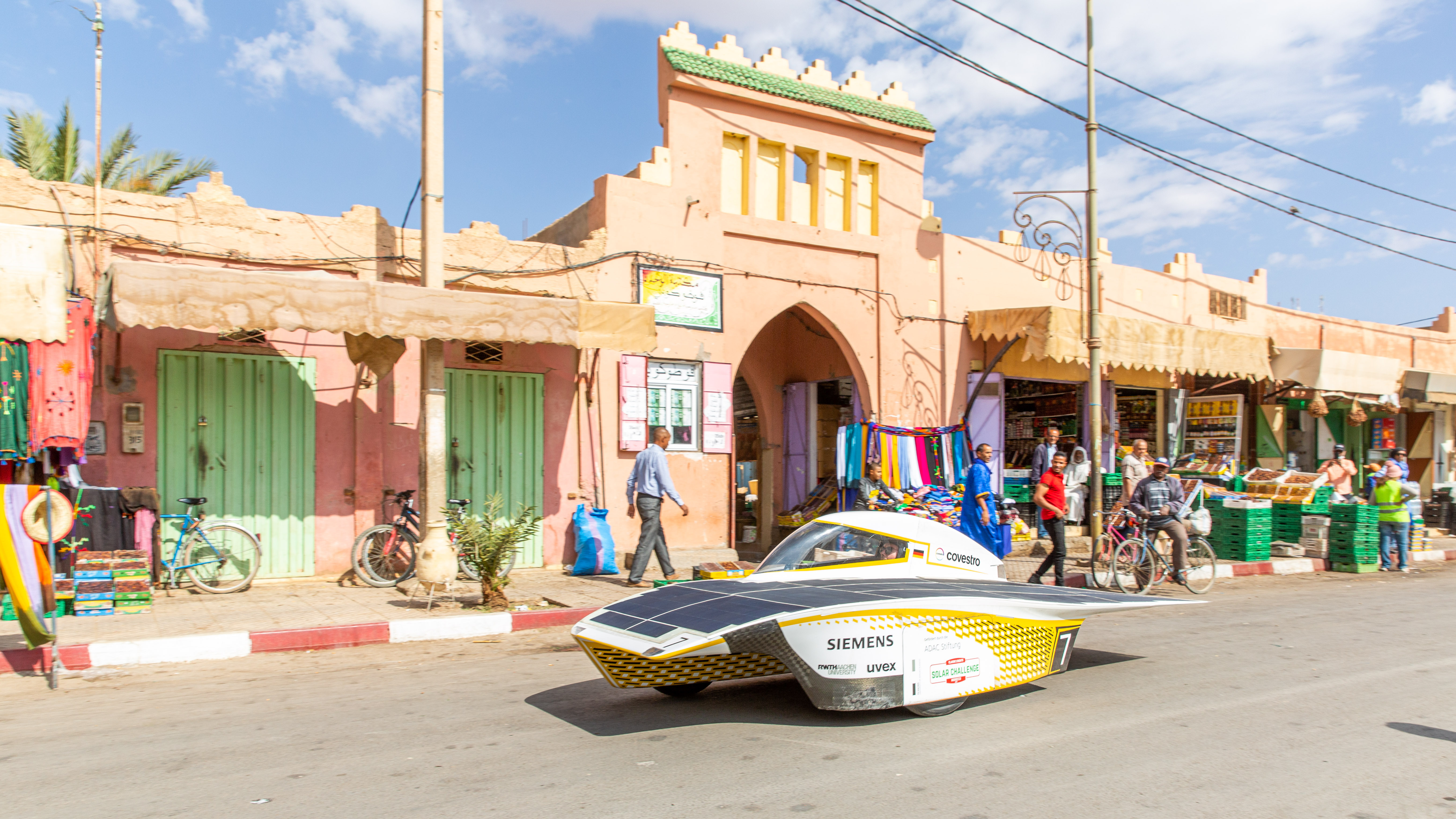
Der Covestro Photon bei der Solar Challenge Morocco im Oktober 2021

Da die Bridgestone World Solar Challenge 2021 in Australien aufgrund der Corona-Pandemie abgesagt wurde, nahm Team Sonnenwagen Aachen stattdessen mit dem neu entwickelt Covestro Photon an der Solar Challenge Morocco teil. Diese fand vom 25. Oktober 2021 bis zum 29. Oktober 2021 statt, während die sieben Teams eine Strecke von 2500 km zurücklegten. Das Rennen erstreckte sich von Agadir über Zagora nach Merzouga und wieder zurück nach Agadir. Eine neue Herausforderung, im Vergleich zu der Bridgestone World Solar Challenge in Australien, war das sich dort befindende Atlasgebirge. Während in Australien die Rennstrecke hauptsächlich durch das flache Outback verlief, mussten in Marokko nun 5560 Höhenmeter überwunden werden. Dieser Höhenunterschied und die neue Umgebung von Marokko stellten neue Herausforderungen dar und verlangten vom Team sowohl technisch als auch strategisch umzudenken. Auch veränderte sich im Vergleich zu der World Solar Challenge in Australien der Rennablauf. In Marokko wurde aus Sicherheitsgründen in fünf abgeschlossenen Etappen gefahren. Am Ende würde das insgesamt in allen fünf Etappen beste Solarauto gewinnen.
Vor dem Start des Rennens mussten alle Solarautos getestet werden und ein Qualifying durchfahren. Im Qualifying fuhr jedes Solarauto in seiner persönlichen Höchstgeschwindigkeit eine Testrunde. Das Team mit der schnellsten Runde durfte am nächsten Tag als Erstes das Rennen starten. Während dem Qualifying hatte der Sonnenwagen einen Unfall. Durch diesen war die linke Radaufhängung gebrochen, Teile der CFK-Außenhülle und auch die Elektrotechnik war beschädigt. Nun musste das Team den Sonnenwagen vor dem Rennstart wieder vollständig reparieren, um weiterhin am Rennen teilzunehmen.
Trotz dessen konnte der Sonnenwagen am nächsten Morgen um 10:00 Uhr, wenn auch an letzter Startposition, losfahren. Bereits in den ersten Stunden überholte der Sonnenwagen SKÖLL, das Solarauto vom Chalmers Solar Team und Green Spirit, das Solarauto von Top Dutch Solar Racing. Aufgrund von technischen Schwierigkeiten am Auto konnte die erste Etappe aus zeitlichen Gründen nicht zu Ende gefahren werden. Die restlichen Renntage verliefen unfallfrei und der Sonnenwagen fuhr am dritten und fünften Tag die Tagesetappen bis zum Ende durch. An den anderen Tagen musste sich das Team Sonnenwagen Aachen aus strategischen Gründen dafür entscheiden, den Sonnenwagen frühzeitig auf den Anhänger zu laden. Am fünften und finalen Tag fuhr Team Sonnenwagen als viertes durch das Ziel und erreichte schließlich in der Gesamtbewertung den fünften Platz im Rennen. Das Solar Team Twente aus den Niederlanden konnte das Rennen für sich entscheiden.

## Die Rennteilnahme bei der European Solar Challenge

### 2018
Das Team Sonnenwagen Aachen schaffte es in diesem Jahr den dritten Platz für sich zu beanspruchen.

### 2020
Mit einem Start im Le-Mans-Style begann das 24-h-Rennen auf dem Circuit Zolder – und damit der wichtigste Teil der European Solar Challenge. Mit, für Solarfahrzeuge, optimalem Wetter und guter Stimmung bei allen Teams wurden die Solarrennautos auf die Strecke geschickt, um dort in 24 Stunden eine möglichst große Distanz zurückzulegen. Nach einigen Startproblemen konnte der Covestro-Sonnenwagen schnell aufholen und war hinter Punch 2 auf dem fünften Platz. Mit der von der Fahrstrategie berechneten optimalen Durchschnittsgeschwindigkeit beendete der Covestro-Sonnenwagen das Rennen und fuhr sicher als insgesamt siebter ins Ziel. Der Sonnenwagen 1 fuhr ohne Zwischenfälle die 24 Stunden wie geplant mit zwei Ladestopps durch und erreichte so den sechsten Platz.
Nach einigen Runden kam der Covestro Sonnenwagen in einer engen Kurve ins Rutschen und drehte sich auf die Seite. Der Fahrer war wohlauf und der Wagen konnte nach einem Check wieder zurück auf die Strecke. Durch diesen Zwischenfall verlor das Team Zeit, konnte sich aber wieder auf eine gute Position kämpfen.
Am Sonntag um 13:00 Uhr durchfuhren die beiden Sonnenwagen unter Jubel des Teams die Ziellinie.

In der Gesamtwertung – zusammengesetzt aus der Wertung des Dynamic Parcours, der Hotlap und der zurückgelegten Distanz im 24-h-Rennen – erreichte der Covestro-Sonnenwagen den fünften und der Sonnenwagen 1 den achten Platz.

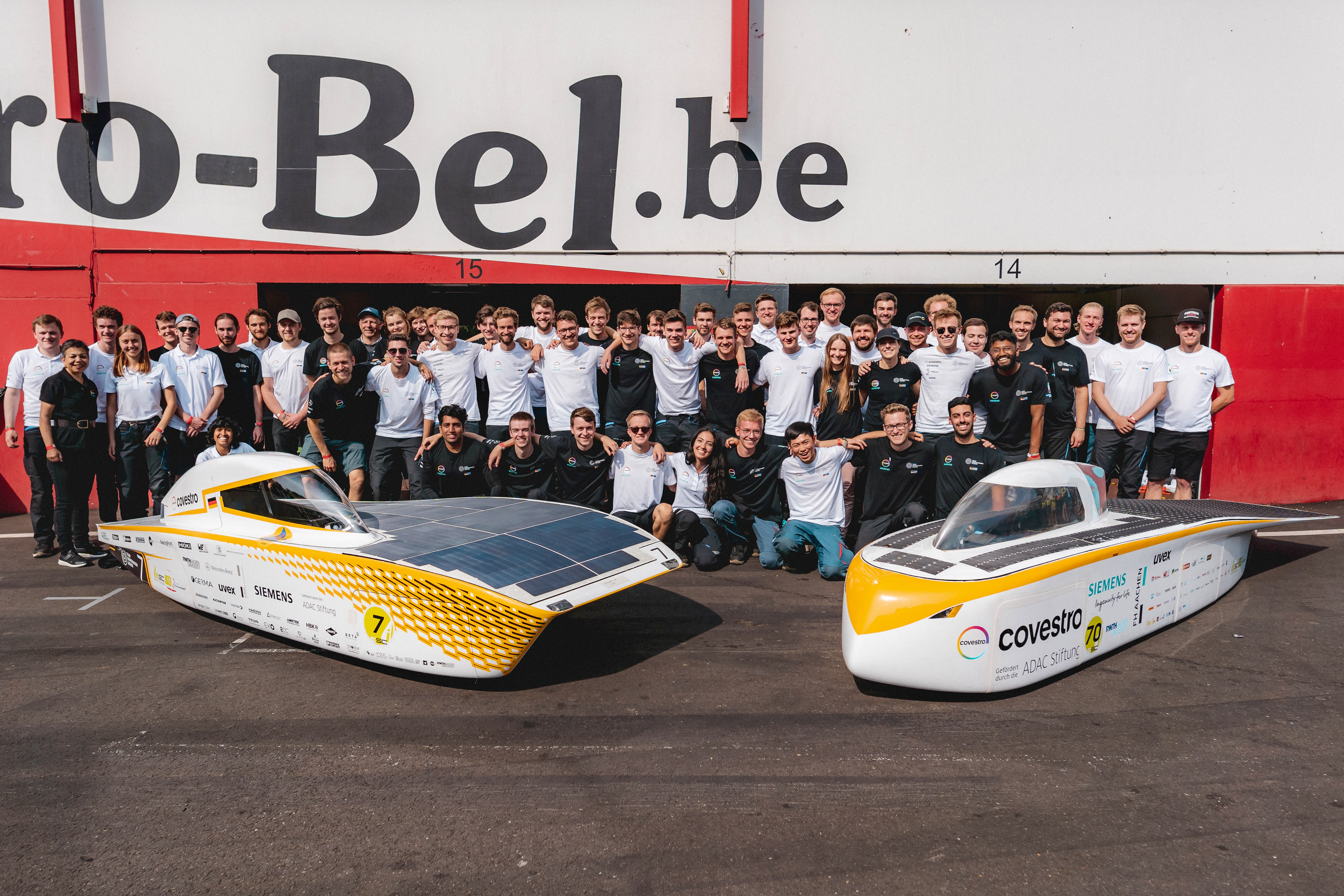
Team Sonnenwagen Aachen bei der European Solar Challenge 2021

Den ersten Platz belegte das belgische Team Agoria, der aktuelle Weltmeister gefolgt von Solar Team Twente und Top Dutch Solar Racing.

### 2021
Am Samstag, dem 18. September 2021 um 13:00 startete das Team Sonnenwagen Aachen mit dem Covestro Sonnenwagen und dem Covestro Photon in der iLumen European Solar Challenge 2021. Der Covestro Sonnenwagen fuhr innerhalb des 24-Stunden-Rennens 1100 km und erreichte mit einer Zeit von 2:50 min die schnellste Runde des Rennens in der iLumen European Solar Challenge 2021. Damit reichte die Gesamtpunkteanzahl für den zweiten Platz.
Der Covestro Photon fuhr aufgrund von elektrischen Problemen insgesamt 500 km und erreicht den sechsten Platz.

### 2022

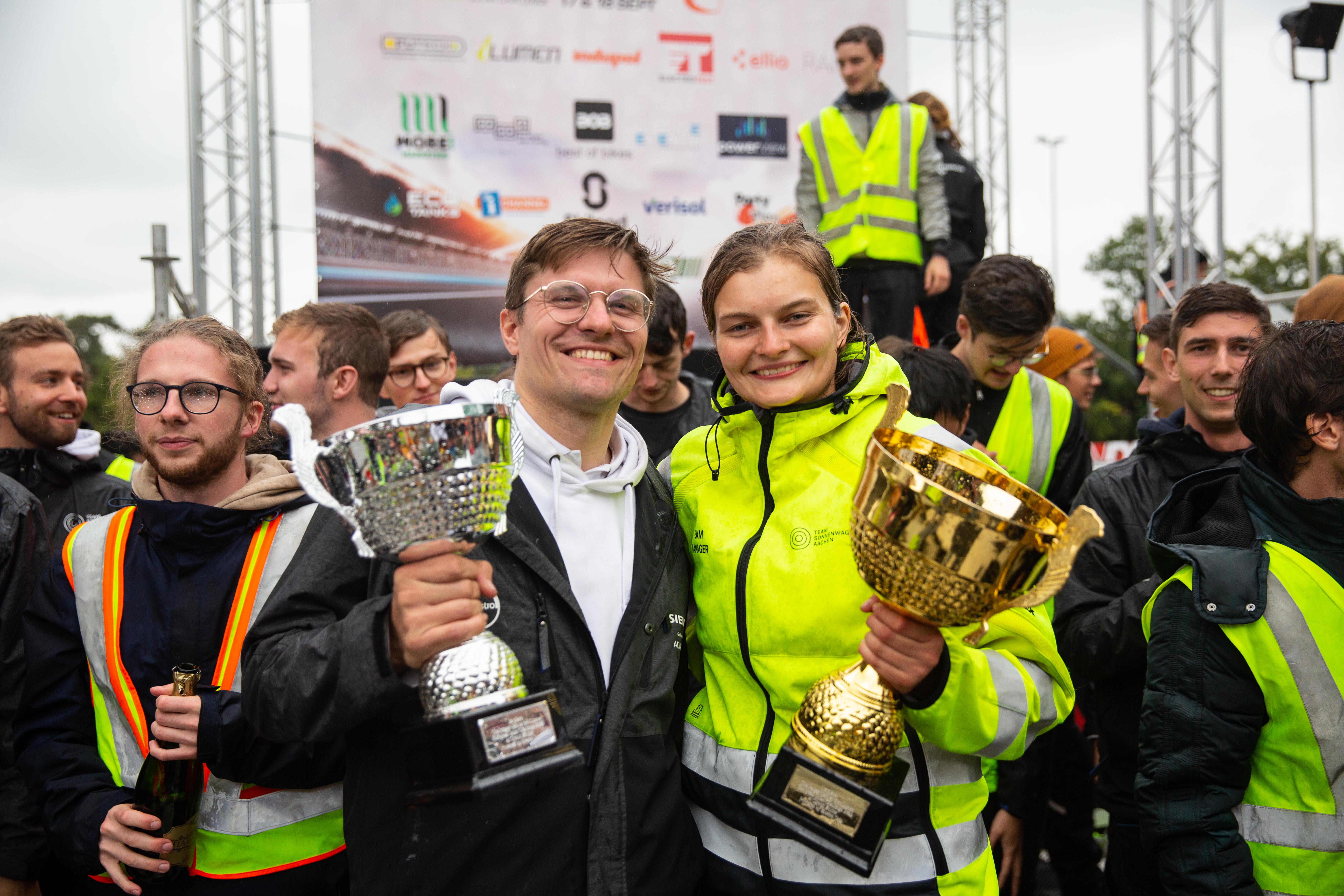
Das Team Sonnenwagen bei der iLumen European Solar Challenge 2022 als Vize- und Europameister

Bei der iLumen European Solar Challenge 2022 ging das Team Sonnenwagen erneut mit dem Covestro Sonnenwagen und dem Covestro Photon an den Start. Die Wetterbedingungen waren sehr widrig, es regnete fast dauerhaft. Dennoch konnten sich beide Autos beim 24-Stunden-Rennen gegen ihre Konkurrenz durchsetzen und erreichten mit dem Covestro Sonnenwagen den zweiten Platz und mit dem Covestro Photon den ersten Platz und damit den Titel des Europameisters.
Während einige andere Teams Probleme damit hatten, dass das Innere der Wagen durch den Regen nass wurde, konnte sich das Team Sonnenwagen nach 24 Stunden darüber freuen, dass die Deckel dicht- und dem Wetter standhielten.
Nach den 24 Stunden hatte der Covestro Photon 285 Runden (1140 km) ohne Zwischenfälle auf die Strecke gebracht, gefolgt vom Covestro Sonnenwagen mit 258 Runden (1032 km). Insgesamt sind alle Solarautos zusammen 3310 Runden gefahren (13.276 km) – ein neuer Rekord für das Rennen.

## Italian Solar Challenge

### 2022
Das Team Sonnenwagen nahm mit dem Covestro Photon 2022 zum ersten Mal an der Italian Solar Challenge teil und konnte bei dem zehnstündigen Rennen direkt den Sieg erfahren.
Mit 89 Runden gewann das Team und konnte sich italienischer Meister nennen.